# Brandaris (schip, 1910)
De Brandaris was een reddingboot van de Koninklijke Nederlandse Redding Maatschappij (KNRM). De boot was genoemd naar de vuurtoren Brandaris van Terschelling.
De Brandaris werd net als de bekende Rutgers van Rozenburg gebouwd door Daan Goedkoop bij scheepswerf Kromhout in Amsterdam. Het schip was in die tijd de modernste reddingboot ter wereld. Het was met een lengte van 16 meter en een breedte van 4 meter de grootste in Europa. De Brandaris had een diepgang van 1,30 m (zo nodig 1,70 m) en een gewicht van 36.000 kg. De Kromhoutmotor van de Brandaris had een vermogen van 100 PK waarmee de reddingboot 40 uur op volle kracht kon varen met een snelheid van 9 Engelse mijl. Op 2 november 1910 werd vanaf de werf een geslaagde proefvaart over de Zuiderzee gemaakt tot dicht bij het eiland Marken. Aan boord waren onder anderen de KNRM-bestuursleden C.A. den Tex, J.H. Hummel, W. Six, A. de Booij, de plaatselijke bestuursleden en scheepsbouwer Daan Goedkoop, op wiens werf het schip was gebouwd. De boot werd enkele dagen later op Terschelling gestationeerd waarna enkele proeftochten naar Stortemelk werden gemaakt.

## 23 oktober 1921
De meest geruchtmakende redding was die van het schip West Aleta dat in 1921 verging op de gevaarlijke gronden ten noorden van Terschelling. De 46 opvarenden van dit Amerikaanse vrachtschip werden door de Brandaris allemaal gered, maar de lading, bestaande uit 35.000 vaten wijn, was een prooi voor jutters en bergers.
Op 23 oktober 1921 werd de Brandaris opgeroepen om de Duitse driemastschoener Liesbeth die op Eijerlandse gronden bij de Vliehors in problemen was geraakt bij te staan. Een groot deel van de bemanning moest die dag verstek laten gaan. Toch voer de reddingboot uit in de hevige noordwester storm. De Brandaris en de vierkoppige bemanning gingen in de storm ten onder. Te weten de schipper, de machinist en twee matrozen. De NZHRM loofde een premie uit voor het vinden van het wrak. Drie bemanningsleden bleven op zee, twee maanden na de ramp spoelde het lichaam van schipper Steven Wiegman aan bij Harlingen. Het wrak is nooit gevonden. Slechts enkele aangespoelde reddingsboeien en het pand van een zwemvest met de naam Brandaris herinnerden aan de ramp. De Brandaris werkte mee aan 88 strandingen en scheepsrampen.

## Nasleep
In dezelfde najaarsstorm verging bij Maasluis ook roeireddingsboot de ‘President van Heel’ waarbij zes bemanningsleden verdronken. De opbrengst van de inzamelingsactie van het Rode Kruis kwam ten goede aan de nabestaanden van de slachtoffers. De Raad voor de scheepvaart kon de oorzaak van de ramp niet vaststellen. De Brandaris was berekend op zijn taak, was goed uitgerust en bemand met volkomen bevoegd personeel. Over de beide Brandarissen verscheen in 2019 het boek ‘Bravo Terschellingers, Reddingboot Brandaris en het eilander Reddingwezen’ van Jan Heuff. De oorzaak van de ramp bleef onbekend, maar Heuff schetst in zijn boek een aantal mogelijke scenario’s.
De NZHM ontving van de Stichting ‘Hulp na Onderzoek’ een motorreddingboot aangeboden ter vervanging van de Brandaris. De nieuw te bouwen boot zou, in overeenstemming met de wens van de stichting, de naam Brandaris dragen. In 1923 bracht de Nederlandse Reddingmaatschappij de Brandaris II in de vaart. Ook dit schip bevatte een noviteit, het was de eerste stalen dubbelschroefs motorreddingboot ter wereld.